# Kyriakos Zotos
Kyriakos Zotos (griechisch Κυριάκος Ζώτος; * 17. Januar 1996) ist ein griechischer Leichtathlet, der sich auf das Kugelstoßen spezialisiert hat.

## Sportliche Laufbahn
Erste internationale Erfahrungen sammelte Kyriakos Zotos im Jahr 2013, als er bei den Jugendweltmeisterschaften in Donezk im Kugelstoßen mit 18,43 m mit der 5-kg-Kugel in der Qualifikation ausschied und mit dem 1,5-kg-Diskus mit 55,22 m den zehnten Platz belegte. Im Jahr darauf schied er bei den Juniorenweltmeisterschaften in Eugene mit 53,88 m in der Vorrunde aus und 2015 verpasste er bei den Junioreneuropameisterschaften in Eskilstuna mit 17,84 m im Kugelstoßen sowie mit 53,37 m im Diskuswurf den Finaleinzug. 2016 belegte er bei den Balkan-Meisterschaften in Pitești mit 17,70 m den neunten Platz und 2017 erreichte er bei den U23-Europameisterschaften in Bydgoszcz mit 18,35 m Rang zehn im Kugelstoßen und schied im Diskusbewerb mit 53,57 m in der Qualifikation aus. Im Jahr darauf wurde er bei den Balkan-Hallenmeisterschaften in Istanbul mit 19,03 m Sechster und anschließend klassierte er sich bei den U23-Mittelmeermeisterschaften in Jesolo mit 18,04 m auf dem fünften Platz, ehe er bei den Mittelmeerspielen in Tarragona mit 17,16 m in der Vorrunde ausschied. 2019 belegte er bei den Balkan-Hallenmeisterschaften in Istanbul mit 19,11 m den fünften Platz und 2021 erreichte er mit 18,93 m Rang sieben. Ende Juni klassierte er sich bei den Balkan-Meisterschaften in Smederevo mit 19,38 m auf dem siebten Platz.
In den Jahren 2017, 2020 und 2021 wurde Zotos griechischer Meister im Kugelstoßen im Freien sowie 2015 in der Halle.

## Persönliche Bestleistungen
- Kugelstoßen: 20,34 m, 5. Juni 2021 in Patras
  - Kugelstoßen (Halle): 20,20 m, 19. Januar 2019 in Thessaloniki
- Diskuswurf: 55,85 m, 18. Juni 2017 in Patras